# Condado de Scott (Tennessee)
El condado de Scott (en inglés: Scott County, Tennessee), fundado en 1849, es uno de los 95 condados del estado estadounidense de Tennessee. En el año 2000 tenía una población de 21.127 habitantes con una densidad poblacional de 15 personas por km². La sede del condado es Huntsville.

## Geografía
Según la Oficina del Censo, el condado tiene un área total de 1381 km² (533,2 mi²), de la cual 1378 km² (532 mi²) es tierra y 3 km² (1,2 mi²) es agua.

### Condados adyacentes

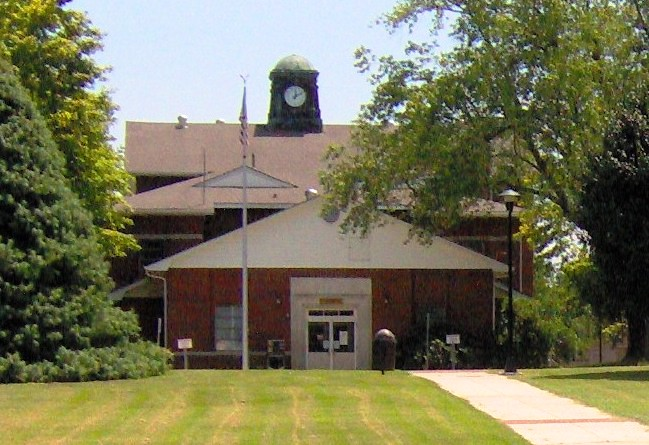
Corte del Condado de Scott, en Huntsville

- Condado de McCreary norte
- Condado de Campbell este
- Condado de Anderson sureste
- Condado de Morgan sur
- Condado de Fentress oeste
- Condado de Pickett noroeste

## Demografía
En el 2000 la renta per cápita promedia del condado era de $24,093, y el ingreso promedio para una familia era de $28,595. El ingreso per cápita para el condado era de $12,927. En 2000 los hombres tenían un ingreso per cápita de $24,721 contra $19,451 para las mujeres. Alrededor del 20.20% de la población estaba bajo el umbral de pobreza nacional.

## Lugares

### Ciudades y pueblos
- Huntsville
- Oneida
- Winfield

### Comunidades no incorporadas
- Fairview
- Helenwood
- Robbins
- Rugby